# دانشکده دندانپزشکی بیرجند
دانشکده دندانپزشکی دانشگاه علوم پزشکی بیرجند یکی از دانشکده‌های دندانپزشکی ایران وابسته به دانشگاه علوم پزشکی بیرجند در بیرجند است.

## تاریخچه
دانشکده دندانپزشکی بیرجند در سال ۱۳۹۰ بنیانگذاری شد. هم‌اکنون ریاست این دانشکده را دکتر نرجس اکبری برعهده دارد.